# Biskupi Worcesteru
biskup Worcesteru od 1096 jest jednym z biskupów Kościoła Anglii, (wcześniej tytuł biskupów katolickich) podlegającym arcybiskupowi Canterbury. Kieruje diecezją Worcester obejmującą hrabstwo Worcestershire, okręg miejski Dudley oraz część miasta Wolverhampton.

## Lista biskupów Worcester
- 680–691: Bosel
- 691–693: Oftfor
- 693–717: Egwin
- 718–744: Wiilfrith I
- 744–775: Milred
- 775–777: Waermund
- 777–781: Tilhere
- 781–799: Heathured
- 799–822: Denebeorht
- 822–846: Heahbeorht
- 846–872: Ealhhun
- 873–915: Werferth
- 915–922: Æthelhun
- 922–929: Wilfrith II
- 929–957: Koenwald
- 957–959: Dunstan
- 961–992: Oswald
- 992–1002: Ealdwulf
- 1002–1016: Wulfstan I
- 1016–1033: Leofsige
- 1033–1038: Beorhtheah
- 1039–1040: Lyfing
- 1040–1041: Aelfric Puttoc
- 1041–1047: Lyfing
- 1047–1062: Aldred
- 1062–1095: Wulfstan II

- 1096–1112: Samson
- 1113–1123: Theulf
- 1125–1150: Szymon
- 1151–1157: John de Pageham
- 1158–1160: Alured
- 1163–1179: Roger
- 1180–1185: Baldwin of Exeter
- 1186–1190: William of Northall
- 1190–1193: Robert FitzRalph
- 1193–1195: Henry de Sully
- 1195–1198: John of Coutances
- 1199–1212: Mauger
- 1213–1214: Randulph of Evesham
- 1214–1216: Walter de Gray
- 1216–1218: Sylwester
- 1218–1236: William de Blois
- 1236–1265: Walter de Cantilupe
- 1266–1268: Nicholas of Ely
- 1268–1301: Godfrey Giffard
- 1302–1302: John St German
- 1302–1307: William Gainsborough
- 1307–1313: Walter Reynolds
- 1313–1317: Walter Maidstone
- 1317–1327: Thomas Cobham
- 1327–1327: Wulstan Bransford
- 1327–1333: Adam Orleton
- 1333–1337: Simon Montacute
- 1337–1338: Thomas Hemenhale
- 1339–1349: Wulstan Bransford
- 1349–1353: John z Thoresby
- 1353–1361: Reginald Brian
- 1361–1363: John Barnet
- 1364–1368: William Whittlesey
- 1368–1373: William Lenn
- 1373–1375: Walter Lyghe
- 1375–1395: Henry Wakefield
- 1395–1401: Tideman of Winchcomb
- 1401–1407: Richard Clifford
- 1407–1419: Thomas Peverel
- 1419–1426: Philip Morgan
- 1426–1433: Thomas Polton
- 1433–1435: Thomas Brunce
- 1435–1443: Thomas Bourchier
- 1443–1476: John Carpenter
- 1476–1486: John Alcock
- 1486–1497: Robert Morton
- 1497–1498: Giovanni de' Gigli
- 1498–1521: Silvestro de' Gigli
- 1523–1533: Girolamo Ghinucci
- 1535–1539: Hugh Latimer
- 1539–1543: John Bell
- 1543–1551: Nicholas Heath
- 1552–1554: John Hooper
- 1554–1555: Nicholas Heath
- 1555–1559: Richard Pate
- 1559–1571: Edwin Sandys
- 1571–1576: Nicholas Bullingham
- 1577–1583: John Whitgift
- 1584–1591: Edmund Freke
- 1593–1595: Richard Fletcher
- 1596–1597: Thomas Bilson
- 1597–1610: Gervase Babington
- 1610–1616: Henry Parry
- 1617–1641: John Thornborough
- 1641–1650: John Prideaux
- 1660–1662: George Morley
- 1662–1662: John Gauden
- 1662–1663: John Earle
- 1663–1670: Robert Skinner
- 1671–1675: Walter Blandford
- 1675–1683: James Fleetwood
- 1683–1689: William Thomas
- 1689–1699: Edward Stillingfleet
- 1699–1717: William Lloyd
- 1717–1743: John Hough
- 1743–1759: Isaac Maddox
- 1759–1774: James Johnson
- 1774–1781: Brownlow North
- 1781–1808: Richard Hurd
- 1808–1831: Folliott Cornewall
- 1831–1841: Robert James Carr
- 1841–1860: Henry Pepys
- 1860–1890: Henry Philpott
- 1890–1902: John James Stewart Perowne
- 1902–1905: Charles Gore
- 1905–1918: Huyshe Yeatman-Biggs
- 1919–1931: Ernest Pearce
- 1931–1941: Arthur Perowne
- 1941–1956: William Cash
- 1956–1971: Lewis Charles-Edwards
- 1971–1982: Robin Woods
- 1982–1996: Philip Goodrich
- 1997–2007: Peter Selby
- 2007 – : John Inge